# 上蘇丘鄉
上蘇丘鄉（羅馬尼亞語：Comuna Suciu de Sus, Maramureș），是羅馬尼亞的鄉份，位於該國西北部，由馬拉穆列什縣負責管轄，面積115平方公里，海拔高度502米，2007年人口4,048，人口密度每平方公里35人。